# کارلو کروتی
کارلو کروتی (انگلیسی: Carlo Crotti; ۹ سپتامبر ۱۹۰۰ – تاریخ ورودی نامعتبر است) بازیکن فوتبال اهل ایتالیا بود.
از باشگاه‌هایی که در آن بازی کرده‌است می‌توان به باشگاه فوتبال یوونتوس و باشگاه فوتبال نووارا اشاره کرد.